# De Visitatie

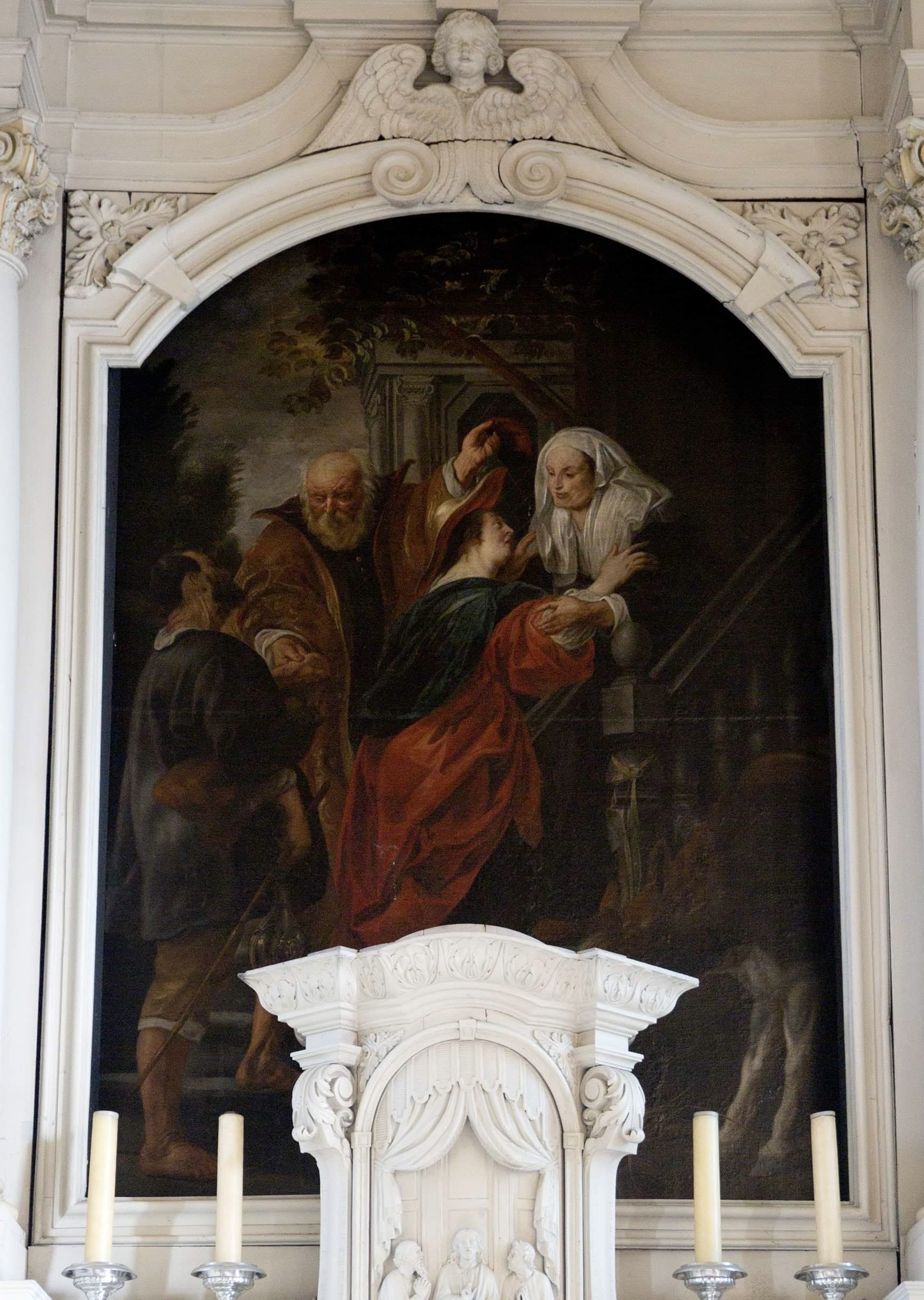
De Visitatie

De Visitatie  is een schilderij uit het atelier van Jacob Jordaens in de Sint-Vedastuskerk van Hoepertingen, een deelgemeente van het Belgische Borgloon.
Het schilderij hangt in de middenbeuk van de kerk, boven het hoofdaltaar. De afmetingen van het spieraam zijn 2,94 m x 1,96 m, samengesteld uit handgeweven linnen van 1,20 m breed, met horizontaal twee naden. Het is rechthoekig en staat in een lijst met een afronding bovenaan. Het schilderij te Hoepertingen is minstens drie keer gerestaureerd, waarvan éénmaal in 1761-1762 en de laatste maal in 1976 door Lucien Janssen van Rekem. 

## Compositie
De afbeelding stelt het bezoek van Maria aan haar nicht Elisabet voor. Elisabet en haar man Zacharias staan op de trap van een rijkelijk huis afgebeeld, terwijl ze Maria en Jozef ontvangen. Jozef en Maria zijn eenvoudig gekleed, terwijl Elisabet en Zacharias er welgesteld uitzien. Rechts, beneden bij de trapleuning, staat een ezel die aan een bos stro eet.
Van dezelfde compositie zijn nog twee versies bekend:
- Een doek besteld op vraag van de kerkmeesters door de burgemeester van Rupelmonde bij Jordaens op 30 mei 1641. Dit werk was voltooid op 14 oktober 1642 blijkens de kwitantie van de betaling aan Jordaens. Het werd verwijderd uit het Lievevrouwe-altaar van de kerk in 1794 door de commissarissen van de Franse republiek en in 1805 geschonken aan het Musée des Beaux-Arts de Lyon waar het zich anno 2024 nog bevindt. Dit werk is een rechthoek met afgeronde bovenkant en heeft de afmetingen 2,87 m x 1,895 m.

- Een doek uit het atelier van Jordaens. Het werd aangekocht op een veiling in New York uit een Hongaars-Weense verzameling en geschonken door de eigenaars, de heer en mevrouw Elton F. MacDonald aan het Dayton Art Museum in Ohio. Dit is een kleiner werk van 1,625 m x 1,118 m.

## Toeschrijving aan Jordaens
Het doek, de techniek en de verfsamenstelling zijn zonder twijfel 17de-eeuws. Het werk toont figurentypes die specifiek zijn voor Jordaens en een stijl die overeenkomt met de jaren 1640. Vergelijking met identieke figuren in eigenhandige werken van Jordaens uit diezelfde periode toont aan dat de anatomische verhoudingen en de kwaliteit van uitvoering in sommige passages minder is, wat een significant aandeel van het Jordaensatelier verraadt. Joost Vander Auwera, ereconservator van de Koninklijke Musea voor Schone Kunsten van België, stelde dat het werk met zekerheid uit het atelier van Jordaens komt. In welke mate Jacob Jordaens zelf de hand gehad heeft in deze realisatie valt moeilijk te achterhalen gezien de productiemethoden in het Jordaensatelier. Maar alle werken die het atelier verlieten stonden onder toezicht en goedkeuring van meester Jordaens.